# Toutes les femmes en moi
Toutes les femmes en moi (рус. Все женщины во мне) — шестой франкоязычный и в общей сложности восьмой студийный альбом певицы Лары Фабиан, вышедший в 2009 году.

## Об альбоме
Toutes les femmes en moi состоит в основном из кавер-версий песен знаменитых франкофонных исполнительниц и только одной оригинальной песни «Toutes les femmes en moi». По словам Лары, она посвятила этот альбом женщинам, которые оказали непосредственное влияние на её жизнь и творчество, кроме того, внутри издания представлены письма, написанные Ларой Фабиан этим певицам, с искренними словами благодарности и признательности.
В октябре 2009 года вышел альбом Every Woman in Me, в котором Лара Фабиан исполнила песни своих любимых англоязычных певиц, записанные исключительно в сопровождении фортепиано.
В 2010 году в Канаде вышла специальная версия альбома Toutes les femmes en moi, для которого Лара Фабиан записала песню «Nuit Magique» в дуэте с канадской исполнительницей Coral Egan.
В поддержку обоих альбомов в 2009—2010 годах по странам Западной и Восточной Европы был проведен тур под названием TLFM font leur Show, в рамках которого Лара Фабиан дала концерты в Москве, Санкт-Петербурге, Киеве и Одессе. По окончании турне был выпущен DVD с записью концерта, который проходил в брюссельском концертном зале Forest National.

## Список композиций
1. «Soleil Soleil» (Нана Мускури)
2. «J’ai 12 ans» (Диана Дюфрен)
3. «Amoureuse» (Вероник Сансон)
4. «Göttingen» (Барбара)
5. «Il venait d’avoir 18 ans» (Далида)
6. «Mamy Blue» (Nicoletta)
7. «Une femme avec toi» (Nicole Croisille)
8. «Ça casse» (Моран)
9. «L’amour existe encore» (Селин Дион)
10. «Message Personnel» (Франсуаза Арди)
11. «Toutes les femmes en moi»
12. «Nuit Magique» (Катрин Лара)
13. «L’hymne à L’amour» (Эдит Пиаф)
14. «Babacar» (Франс Галль) — Bonus online

## Чарты
| Чарт (2009—2010)                | Место |
| ------------------------------- | ----- |
| Belgian Albums Chart (Flanders) | 60    |
| Belgian Albums Chart (Wallonia) | 1     |
| Top Canadian Albums             | 25    |
| French Albums Chart             | 3     |
| Swiss Albums Chart              | 41    |